# Cristian Milla
Cristian Humberto Milla (Buenos Aires, Argentina, 9 de junio de 1984) es un ex  futbolista argentino. Jugaba de delantero y su último equipo fue Sportivo Italiano de la Primera C de Argentina.

## Trayectoria
Comenzó su carrera en Chacarita Juniors cinco temporadas donde le faltaba la pizca para ser el más destacado del equipo, por eso es mandado a préstamo pensando en el futuro prometedor del jugador.
Llega a préstamo al club Almagro donde hace buena campaña y comienza a consolidarse como un jugador importante en un equipo y sobre todo como goleador.
Después de la estadía en Almagro vuelve a Chacarita donde en esta segunda etapa en el club no cumple el objetivo del ascenso a la Primera División de Argentina, pero logra la distinción de goleador de la Primera B Nacional 2007/08.
En julio de 2008, ficha por Universidad de Chile, que adquirió la mitad del pase del jugador por una cifra cercana a los U$ 450.000. En ese equipo, durante el segundo semestre de 2008 no fue titular pero ingresando desde el banco varias veces le dio triunfos al equipo. En enero del 2009, el director técnico de ese entonces, Sergio Markarián, le comunicó que no iba a ser tenido en cuenta. Desde ese momento siguió entrenándose en el club pero no participó de los partidos. Sin embargo logró un título con sabor a amargo.
A mediados de 2009 vuelve a Chacarita Juniors, el club que lo vio nacer, que había vuelto a la Primera División de Argentina donde cumple la peor campaña comparando las etapas anteriores en el club. 
La siguiente temporada vuelve a Universidad de Chile, pero como el cupo de extranjeros está completo (7 extranjeros) se fue a préstamo a Almagro, donde estuvo medio año, jugando muy poco.
El segundo semestre del 2010 llegó a Defensa y Justicia. En esta corta estadía en el club juega de manera regular pero no logra ser el goleador que esperaban.
El 2011 regresa a Chile, esta vez a la Primera B para jugar en el Rangers, allí tiene un muy buen desempeño anotando muchos goles y siendo el goleador del Apertura 2011. Tuvo una buena participación en la Copa Chile 2011 marcando 5 goles, después tuvo una buena segunda rueda marcando 13 goles pero el club queda muy mal en la tabla de posiciones, pero donde tuvo un buen primer semestre juegan la Final por el subcampeonato y 2º Ascenso a Primera División contra Everton en partidos de ida y vuelta, donde en el partido ida participa en el 1-1 y el de vuelta el resultado es 3-3, donde marca un gol y consigue el ascenso por goles de visita a la Primera División de Chile.
En el año 2012 se confirma su traspaso a Cobreloa, en donde disputa el Apertura 2012 y el club llega hasta los Cuartos de final perdiendo ante el futuro campeón Universidad de Chile, tras la eliminación el jugador decide marcharse tras una irregular campaña hecha en el club Loino.
El segundo semestre del 2012 regresa a Defensa y Justicia, luego de dos , para disputar Primera B Nacional 2012/13. Allí se transformó en figura y capitán de su equipo, además de terminar siendo el segundo goleador del torneo, con 15 tantos. Debido a este muy buen rendimiento, continuaría su carrera en otro club. 
Así fue que a partir de julio de 2013 se transforma en nuevo jugador de Arsenal de Sarandí.
Su breve paso en Arsenal lo derivó en el club de Parque Patricios, Huracán. Jugó pocos partidos, y a pesar de haber convertido 3 goles en los primeros 2 partidos, pasó la mayor parte del tiempo en el banco de los suplentes. El equipo se coronó campeón de la Copa Argentina 2013/14
A principios de 2015, recibió una propuesta de volver al club de sus amores, Chacarita Juniors. Firmó y se convirtió en jugador del Funebrero, afrontando el Nacional B con el objetivo de retornar al club de San Martín a primera división. El "Titi" había marcado 3 goles en 6 partidos, y los 3 en forma consecutiva, pero en la fecha 9 padeció la rotura de ligamentos que lo deja afuera de las canchas por unos 6-7 meses. Sin él y otras varias figuras (ocho lesionados, 4 con rotura de ligamentos), a Chacarita se le hace difícil la temporada.
Luego de estar totalmente recuperado, en el receso invernal de 2016 firma contrato con el Club Social y Deportivo Flandria, equipo recientemente ascendido a la Primera B Nacional de Argentina.
Se retiró de la actividad por problemas personales.
En 2018 vuelve al deporte para jugar en Berazategui de la cuarta división Argentina. 

### Hat-tricks
Partidos en los que anotó tres o más goles:
 Actualizado de acuerdo al último partido jugado el 2 de noviembre de 2012.
| 1 | 24 de abril de 2011    | Alfonso Escobar, San Javier    | Rangers - Coquimbo Unido                         |  | 5 - 3 | Apertura 2011              |
| 2 | 23 de octubre de 2011  | Alfonso Escobar, San Javier    | Rangers - Deportes Concepción                    |  | 4 - 0 | Clausura 2011              |
| 3 | 2 de noviembre de 2012 | Juan Carmelo Zerillo, La Plata | Gimnasia y Esgrima La Plata - Defensa y Justicia |  | 1 - 3 | Primera B Nacional 2012-13 |

## Clubes
| Club                 | País                | Año                 | PJ  | G  | Prom. |
| -------------------- | ------------------- | ------------------- | --- | -- | ----- |
| Chacarita Juniors    | Argentina           | 2002 - 2006         | 41  | 7  | 0,17  |
| Almagro              | Argentina           | 2006 - 2007         | 26  | 4  | 0,15  |
| Chacarita Juniors    | Argentina           | 2007 - 2008         | 34  | 19 | 0,56  |
| Universidad de Chile | Chile               | 2008 - 2009         | 15  | 5  | 0,33  |
| Chacarita Juniors    | Argentina           | 2009                | 12  | 1  | 0,08  |
| Almagro              | Argentina           | 2010                | 13  | 1  | 0,08  |
| Defensa y Justicia   | Argentina           | 2010                | 9   | 1  | 0,11  |
| Rangers              | Chile               | 2011                | 38  | 30 | 0,79  |
| Cobreloa             | Chile               | 2012                | 12  | 3  | 0,25  |
| Defensa y Justicia   | Argentina           | 2012 - 2013         | 37  | 18 | 0,49  |
| Arsenal de Sarandí   | Argentina           | 2013                | 5   | 0  | 0,00  |
| Huachipato           | Chile               | 2014                | 3   | 0  | 0,00  |
| Huracán              | Argentina           | 2014                | 9   | 3  | 0,33  |
| Chacarita Juniors    | Argentina           | 2015 - 2016         | 6   | 3  | 0,50  |
| Flandria             | Argentina           | 2016                | 6   | 0  | 0,00  |
| Fénix                | Argentina           | 2017                | 24  | 6  | 0,25  |
| Berazategui          | Argentina           | 2018 - 2019         | 28  | 4  | 0,14  |
| Sportivo Italiano    | Argentina           | 2020 - 2021         | 0   | 0  | 0,00  |
| Total en su carrera  | Total en su carrera | Total en su carrera | 299 | 92 | 0,31  |

## Palmarés

### Campeonatos nacionales
| Título                    | Club                 | País      | Año     |
| ------------------------- | -------------------- | --------- | ------- |
| Primera División de Chile | Universidad de Chile | Chile     | 2009    |
| Copa Argentina            | Arsenal              | Argentina | 2012/13 |
| Copa Argentina            | Huracán              | Argentina | 2013/14 |

### Distinciones individuales
| Distinción                         | Año           |
| ---------------------------------- | ------------- |
| Máximo Goleador Primera B Nacional | 2007-08       |
| Máximo Goleador Primera B de Chile | Apertura 2011 |